# Krzesława Maliszewska-Mazurkiewicz
Krzesława Janina Maliszewska-Mazurkiewicz (ur. 12 lipca 1927 we Lwowie, zm. 4 listopada 2018) – polska malarka współczesna oraz pedagog.

## Życiorys
Ukończyła wrocławskie Państwowe Liceum Sztuk Plastycznych oraz Państwową Wyższą Szkołę Sztuk Plastycznych we Wrocławiu (1947-1952), gdzie studiowała pod kierunkiem prof. Eugeniusza Gepperta. Podczas studiów poznała swojego późniejszego męża Alfonsa Mazurkiewicza, wraz z którym oraz z Józefem Hałasem i Małgorzatą Grabowską współtworzyli artystyczną Grupę X (1956–1961). Od 1962 roku należała również do Grupy Wrocławskiej. Pracownia malarska państwa Mazurkiewiczów mieściła się przy wrocławskim Rynku. Ponadto pracowała jako pedagog, ucząc w latach 1959–1978 w Państwowym Liceum Sztuk Plastycznych. Należała do Związku Polskich Artystów Plastyków, była również laureatką Nagrody Kulturalnej Śląska.
Pochowana jest na wrocławskim Cmentarzu Osobowickim.